# Gestreifter Falterfisch
Der Gestreifte Falterfisch (Chaetodon striatus) ist eine Art aus der Familie der Falterfische (Chaetodontidae). Er kommt im westlichen Atlantik, von Südbrasilien, den Sankt-Peter-und-Sankt-Pauls-Felsen, über die Küsten der Karibikinseln bis hinauf nach Massachusetts an der Atlantikküste der USA vor. Besonders häufig ist er im Golf von Mexiko. Er lebt in Tiefen von drei bis 20, höchstens bis 55 Meter. Der Gestreifte Falterfisch wurde schon 1758 von Carl von Linné in seiner Systema Naturae wissenschaftlich beschrieben.

## Merkmale
Der Gestreifte Falterfisch wird 16 Zentimeter lang. Sein Körper ist seitlich abgeflacht, hochrückig und durch zwei breite dunkle Querbänder über dem ansonsten silbrigweißen Körper gekennzeichnet. Ein weiteres schmaleres Band tarnt die Augen. Ein breiter schwarzer Streifen auf dem basalen Teil der weichstrahligen Rückenflosse setzt sich auf dem Schwanzflossenstiel und dann auf dem weichstrahligen Teil der Afterflosse fort. Auch die Bauchflossen sind bis auf die Flossenstacheln dunkel. Die Ränder von Rücken-, Schwanz- und Afterflosse sind gelblichweiß. Jungfische tragen einen auffälligen Augenfleck im hinteren Abschnitt der Rückenflosse, der mit zunehmendem Alter verschwindet.
Flossenformel: Dorsale XII/19–21, Anale III/16–17.

## Systematik
Der Gestreifte Falterfisch wird zur Untergattung Chaetodon gezählt, die allerdings nicht monophyletisch ist. Er bildet mit Chaetodon capistratus und Chaetodon ocellatus eine monophyletische Gruppe westatlantischer Falterfische, die die Schwestergruppe der Untergattung Radophorus ist.

## Lebensweise
Der Gestreifte Falterfisch lebt einzeln oder in Paaren über Fels- und Korallenriffen. Ausgewachsene Tiere formen auch Schulen mit bis zu zwanzig Exemplaren, die nach Zooplankton jagen. Untersuchungen des Magen- und Darminhalts von 16 bei Puerto Rico und den Jungferninseln gefangenen Exemplaren durch den US-amerikanischen Ichthyologen John Ernest Randall (1924–2020) ergaben, dass sie vor allem Federwürmer (Sabellidae), Kalkröhrenwürmer (Serpulidae), andere Vielborster aus der Familie der Terebellidae, und Korallenpolypen fressen. Außerdem konnte er Eier von Weichtieren und Überreste kleiner Krebstiere feststellen. Hin und wieder säubern Gestreifte Falterfische auch größere Fische, wie Papageifische, Doktorfische und Süßlippen von Parasiten und abgestorbenen Hautpartien. Die Eier des gestreiften Falterfisches werden im freien Wasser abgelegt. Dessen Larven leben vom und im Plankton.